# Xã Lincoln, Quận Sherman, Kansas
Xã Lincoln (tiếng Anh: Lincoln Township) là một xã thuộc quận Sherman, tiểu bang Kansas, Hoa Kỳ. Năm 2010, dân số của xã này là 92 người.